# Frauen-Zeitung
Le Frauen-Zeitung (littéralement le « Journal des femmes »), avec pour sous titre « Ein Organ für die höheren weiblichen Interessen » (« un organe pour les intérêts les plus nobles féminins ») est un hebdomadaire apparu en 1849 et rédigé par la féministe Louise Otto s'adressant aux femmes, et qui porte les idées du mouvement féministe. Il représente aujourd'hui une source d'information intéressante sur les débuts de ce mouvement en Allemagne. Le premier numéro paraît le 21 avril 1849 à Großenhain en Saxe. L'ultime numéro, le 104, est publié quant à lui en 1852 à Gera. Le tirage ne nous est pas parvenu.

## Histoire
Louise Otto reprend une idée de la féministe Mathilde Anneke, qui en 1848, après la censure du Neuen Kölnischen Zeitung a tenté de faire paraître un quotidien déjà titré Frauenzeitung. Dès le troisième numéro le titre est saisi, Anneke et son mari émigrent alors aux États-Unis. Là-bas, à Milwaukee précisément, elle fait paraître encore pendant 2 ans son Deutsche Frauen-Zeitung (journal des femmes allemand).
Theodor Haffner (1826–1890), un imprimeur de Großenhain présente le concept de Louise Otto, alors sous-titré « Dem Reich der Freiheit werb' ich Bürgerinnen » (l'Empire de la liberté, je recrute les citoyennes), au ministre de l'Intérieur saxon. Il obtient l'autorisation d'imprimer et commence la parution le 21 avril 1849 dans son édition. La teneur du journal est radical :
« Mes sœurs, unissez-vous avec moi, afin que nous ne restions pas à la traîne, alors que tous et tout autour de nous poussent de l'avant et luttent. Le monde se libère de ses chaînes, nous voulons aussi notre part de liberté. Alors que l'humanité se réalise enfin, il faut qu'elle forme un tout, or nous en représentons la moitié,! »
Le journal est distribué par Heinrich Matthes à Leipzig. Dans son article principal, Otto dénonce l'exclusion des femmes de la vie citoyenne qu'elle considère être en contradiction avec les revendications démocratiques et les idéaux libéraux de la révolution de mars. Le journal est par ailleurs divisé en 3 rubriques : commentaires, divertissement et information. Il traite principalement d'actualité liée à la culture politique et à la vie sociale. Il rapporte les activités politiques des femmes dans le pays et à l'étranger. Une série d'articles concernent l'histoire des femmes et ses protagonistes, une autre avec la vie et la position sociale de femmes contemporaines faisant partie de la population active, en particulier des ouvrières.
Il coûte au trimestre la somme de 15 Neugroschen.
Le 14 juillet 1849, le 13e numéro est saisi, parce qu'il contient un article sur les prisonniers participant aux combats révolutionnaires en Saxe et dans le Bade ce qui enfreint la loi. Le 17 juillet 1850, le domicile de Louise Otto à Meißen est perquisitionné, des lettres d'autres militantes sont trouvées.
Fin 1850 une nouvelle loi entre en vigueur pour réglementer la presse en Saxe, son paragraphe 12 autorise exclusivement les hommes habitant dans le royaume à être rédacteur d'un journal. Les femmes ne peuvent même pas être citées comme corédactrices. Cette loi, nommée Lex Otto (de), interdit à Louise Otto, la seule rédactrice du royaume, d'exercer son métier. Le Frauen-Zeitung doit officiellement annoncer l'arrêt de sa parution.
À partir du 5 février 1851 le journal paraît de nouveau dans la principauté de Reuss branche cadette. Il est imprimé à Gera et est rédigé sous la responsabilité du précepteur de la ville. Il porte le sous-titre « Organ für die höheren weiblichen Interessen. Begründet und fortgesetzt von Louise Otto » (un organe pour les intérêts les plus nobles féminins, fondé et repris par Louise Otto). La distribution est assurée par le libraire G.F. Illgens Erben. Le trimestre est vendu pour seulement 15 Silbergroschen.
En 1853, une loi contre la presse entre en vigueur en Prusse. Elle interdit aux femmes la parution de journaux, ce qui provoque l'arrêt définitif du journal.
Louise Otto écrit plus tard à propos du projet :
« En 1849, j'ai fondé un journal pour les femmes à Leipzig, qui rendait hommage 3 ans durant aux progrès des femmes.
De nombreuses associations féminines ont également été fondées à l'époque, mais alors que le rapport de force se retourna et que la lutte pour le progrès fut réprimée, il ne restait plus que ces journaux pour femmes et ces associations qui œuvraient pour le bien, »